# Over Dråby Strand
Over Dråby Strand is een plaats in de Deense regio Hovedstaden, gemeente Frederikssund, en telt 534 inwoners (2007).